# Jotunheimen-Nationalpark
Der Jotunheimen-Nationalpark (norwegisch Jotunheimen nasjonalpark) ist ein norwegischer Nationalpark, der zu den Gemeinden Lom, Vågå und Vang in der Provinz Innlandet und Luster und Årdal in der Provinz Vestland gehört. Der Park wurde 1980 gegründet, um die schöne, wilde, unverwechselbare,  und weitestgehend unberührte Gebirgslandschaft des Jotunheimen mit ihrer schützenswerten Flora und Fauna zu schützen.
Im Westen grenzt der Nationalpark an das Naturschutzgebiet Utladalen. Im Jotunheimen liegen einige der höchsten Berge Nordeuropas. Zusammen mit den Nationalparks Rondane, Dovre und Dovrefjell-Sunndalsfjella wird das Gebiet um den Jotunheimen-Nationalpark als Nasjonalparkriket bezeichnet.

## Bildergalerie

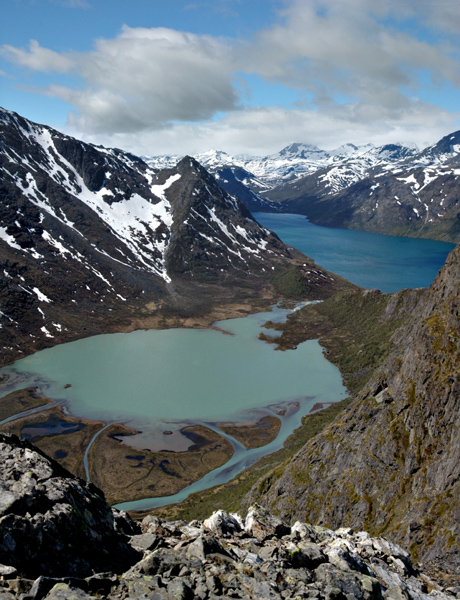
Aussicht vom Knutshøi über den Jotunheimen
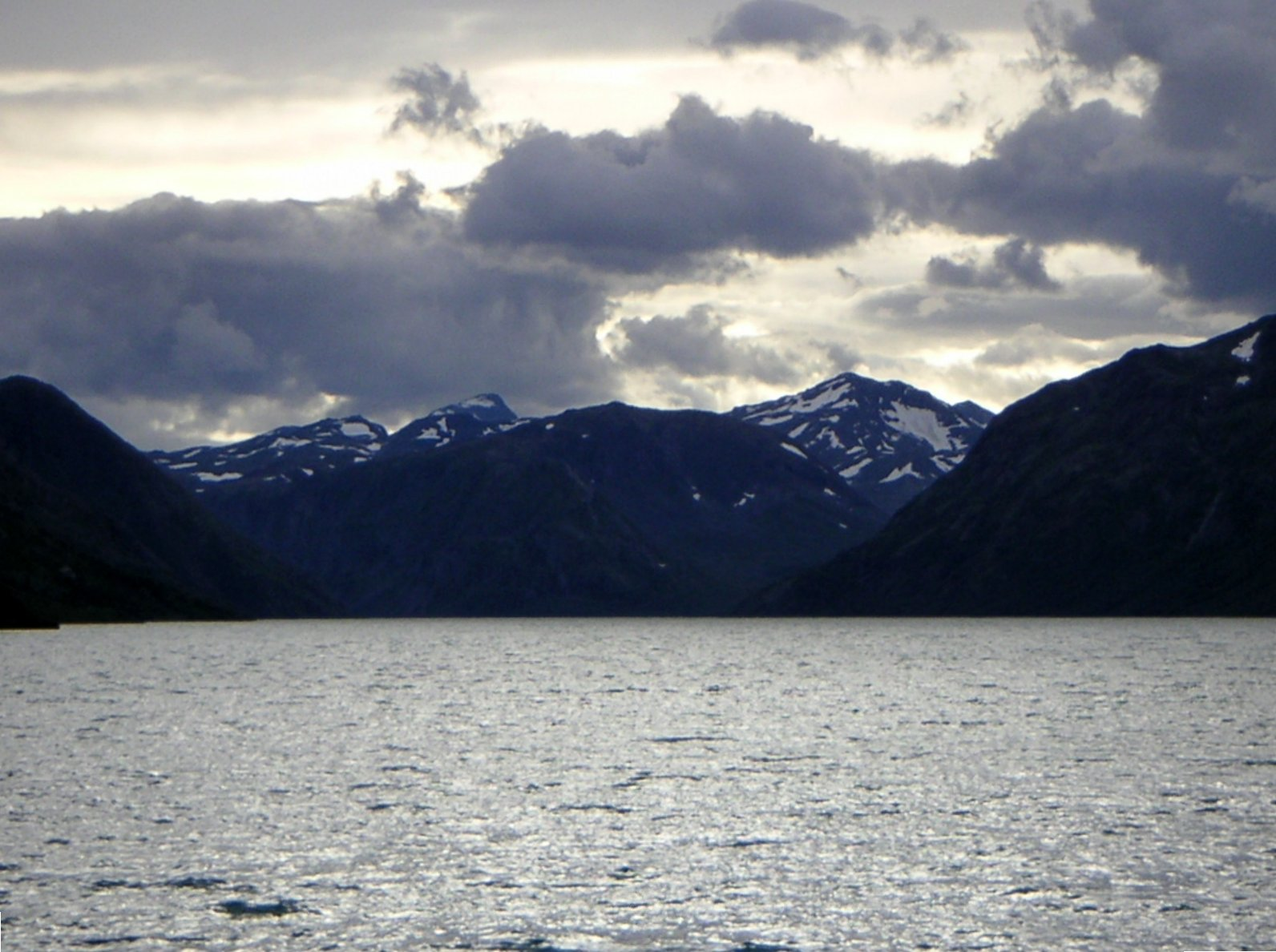
Der Gjende-See
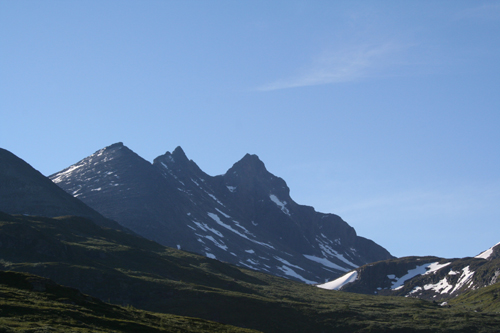
Die Hurrungane
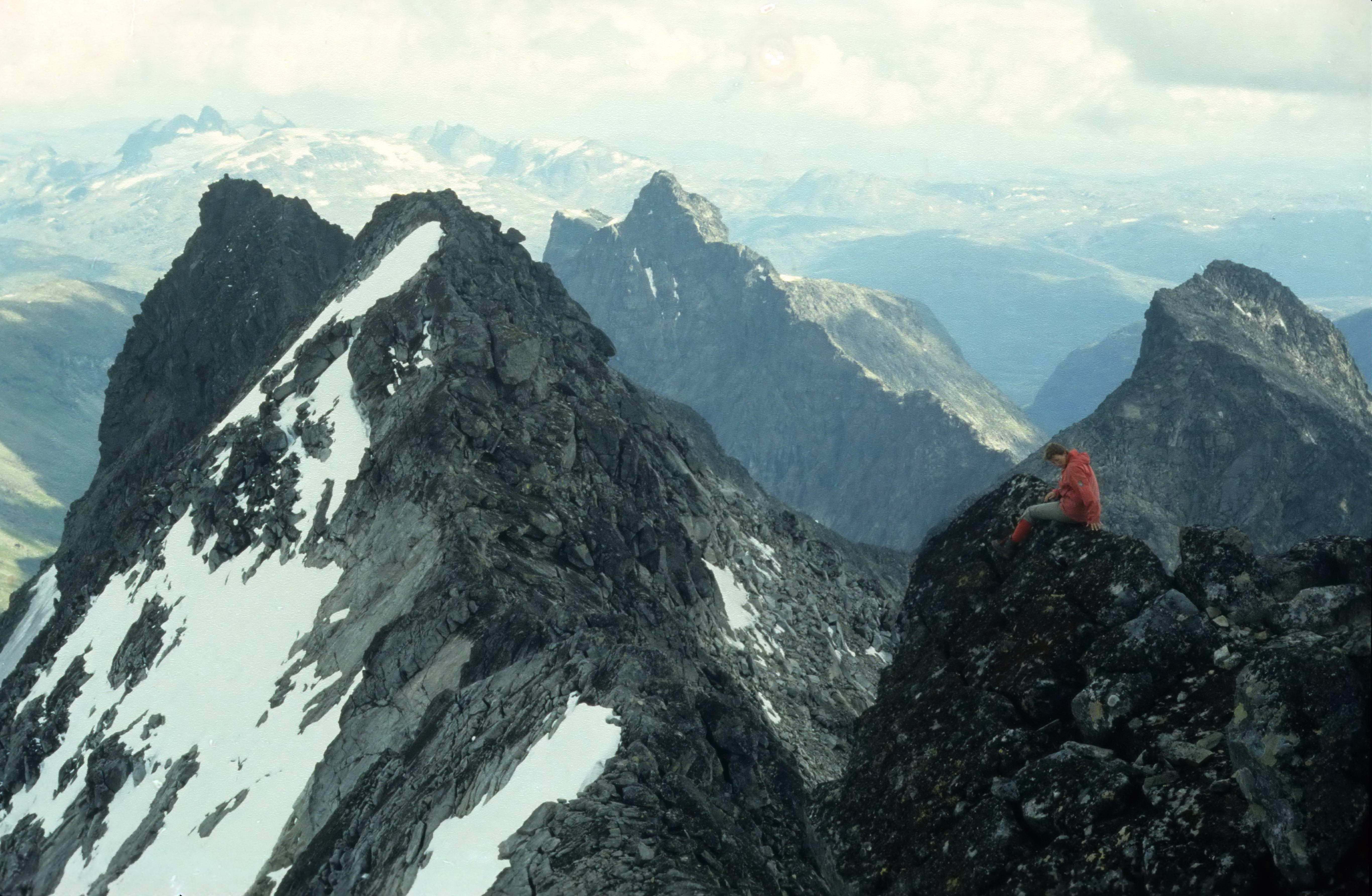
Der Dyrhaugsryggen